# 그리드폴
《그리드폴》(GreedFall)은 스파이더스가 개발하고 포커스 홈 인터랙티브가 배급한 액션 롤플레잉 게임이다. 게임의 배경은 16세기 스타일의 판타지 환경이며 2019년 9월 10일 마이크로소프트 윈도우, 플레이스테이션 4, 엑스박스 원용으로 출시되었다.

## 게임플레이
다른 정착민들, 용병들, 보물 사냥꾼들과 함께 플레이어는 침입 정착민들을 싸워 물리치는 지역민들이 초자연적 존재들에 의해 보호를 받는 머나먼 섬을 탐험한다. 이 게임은 전투, 외교, 잠입이 포함된다. 플레이어의 결정은 게임 스토리, 그리고 섬에 구축된 각기 다른 파벌 간 관계에 영향을 미친다. 게임은 또한 플레이스테이션 4와 엑스박스 원에서 강화된 그래픽 기능을 지원한다.

## 평가
리뷰 애그리게이터 메타크리틱에 따르면 PC와 플레이스테이션 4 버전 기준으로 그리드폴은 각각 38개, 37개 리뷰에 기반하여 혼재된, 평균 평점을 받은 반면, 엑스박스 원 버전의 경우 14개 리뷰에 기반하여 전반적으로 호의적인 평가를 받았다.